# Maximilian Zimmer (Fußballspieler)
Maximilian Zimmer (* 10. Juli 1992 in Berlin) ist ein ehemaliger deutscher Fußballspieler. Bei Energie Cottbus stand er zuletzt unter Vertrag und war dort von März 2021 bis Juni 2022 als Sportlichen Leiter tätig.

## Sportliche Laufbahn
Maximilian Zimmer begann seine Karriere beim FSV Berolina in Stralau. Von dort aus wechselte er 2004 in die Jugend von Hertha BSC, wo er die Jugendmannschaften durchlief und später sowohl in der B- als auch in der A-Junioren-Bundesliga zum Einsatz kam. Ab der Saison 2011/12 kam Zimmer sporadisch in der zweiten Mannschaft der Hertha in der Fußball-Regionalliga Nord zum Einsatz. 2013 wechselte er ablösefrei zum Ligakonkurrenten SV Babelsberg 03.
Für Babelsberg kam Zimmer erstmals am 3. August 2013 beim 1:0-Sieg gegen den 1. FC Lokomotive Leipzig zum Einsatz, sein erstes Tor erzielte er am 16. März 2014 beim 2:1 gegen Germania Halberstadt. In der Saison kam Zimmer auf 28 Einsätze, in denen er zwei Tore erzielte. In der folgenden Saison erzielte Zimmer in 30 Ligaspielen neun Tore und bereitete fünf weitere vor, zudem stand er im Halbfinale des Landespokals Brandenburg gegen Energie Cottbus auf dem Platz, dieses Spiel ging jedoch mit 0:2 verloren. In der folgenden Saison spielte Zimmer noch bis zur Winterpause in Babelsberg, bevor er nach Rheinland-Pfalz zum 1. FC Kaiserslautern wechselte. In Kaiserslautern kam Zimmer nur für die zweite Mannschaft in der Regionalliga Südwest zum Einsatz. Zu seinem Ligadebüt kam er am 7. Dezember 2015 gegen den FK Pirmasens, als er in der 78. Minute eingewechselt wurde. Nach nur einem halben Jahr kehrte Zimmer wieder in die Region Berlin-Brandenburg zurück, diesmal zum Berliner AK 07, wiederum in der Regionalliga Nordost. Dort absolvierte er in der ersten Saison 32 Spiele und erzielte neun Tore.
2017 wechselte Maximilian Zimmer wieder ablösefrei zum damaligen Ligakonkurrenten Energie Cottbus. In der Hinrunde 2017/18 absolvierte er 17 von möglichen 18 Spielen und erzielte fünf Tore, den Beginn der Rückrunde verpasste er jedoch aufgrund eines Muskelfaserrisses. Insgesamt kam Zimmer zu 28 Ligaspielen. Am 21. Mai 2018 gewann Cottbus gegen Babelsberg den Brandenburgpokal, im Finale stand Zimmer jedoch nicht im Kader. In der Regionalliga erreichte Cottbus den ersten Rang, durch einen 3:2-Sieg im Hinspiel und ein 0:0 im Rückspiel gegen Weiche Flensburg stieg Cottbus in die 3. Fußball-Liga auf. Im Hinspiel erzielte Zimmer zwei Tore.
Am 29. Juli 2018 gab Maximilian Zimmer beim 3:0-Sieg gegen den FC Hansa Rostock sein Profidebüt in der 3. Liga. Immer wieder durch Verletzungen zurückgeworfen riss sich Zimmer im Januar 2019 zum insgesamt dritten Mal das Kreuzband. Sein in Cottbus auslaufender Vertrag wurde im Sommer 2019 nicht verlängert; aufgrund der andauernden Verletzung beendete Zimmer daraufhin im Alter von 27 Jahren im September 2019 seine aktive Karriere. Im März 2021 wurde er Sportchef von Energie Cottbus. Sein im Juni 2022 auslaufender Vertrag wurde nicht verlängert.

## Erfolge
- 2018: Landespokal Brandenburg
- 2018: Aufstieg in die 3. Fußball-Liga 2018/19